# Ruta graveolens

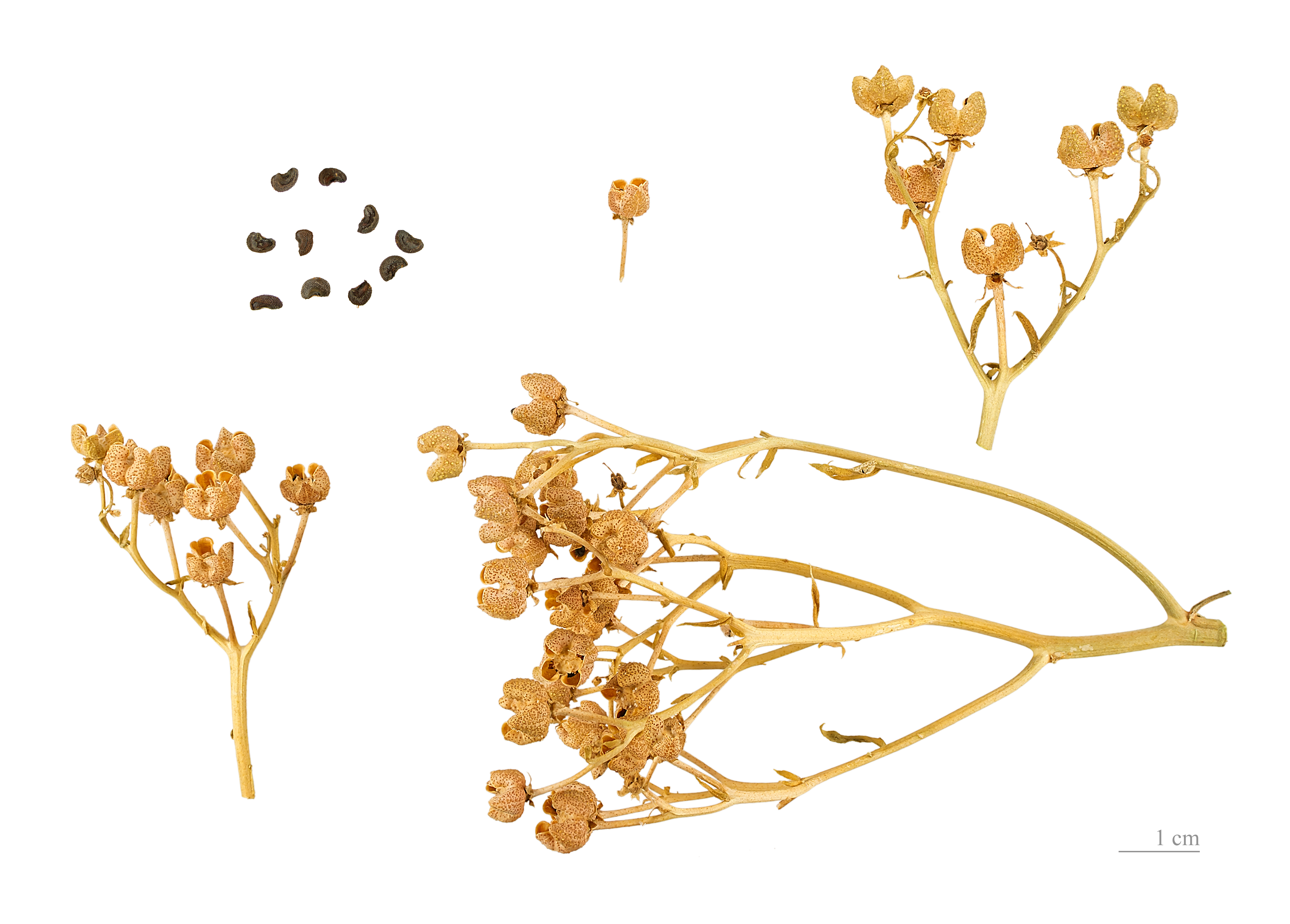
Ruta graveolens

La ruta comune (Ruta graveolens L.) è una pianta della famiglia delle Rutacee. È comune in Italia, anche spontanea al di sotto dei 1000 metri di altitudine. 
Ha un aroma piacevole, non eccessivamente spiccato e viene utilizzata per aromatizzare la grappa. I semi insieme alle foglie di menta vengono usati per aromatizzare la carne di selvaggina.

## Descrizione
È una pianta perenne a fusti ramificati, di 80 cm di altezza, con foglie glauche, tripennatosette alla base, meno divise all'apice dal colore verde-azzurro. Presenta fiori gialli, con il fiore centrale pentamero e gli altri tetrameri. Il frutto è una capsula subglobosa. Predilige i terreni aridi e pietrosi.

## Chimica
Contiene una serie di furanoacridoni e due alcaloidi acridonici (arborinina e evoxantina); contiene anche cumarine e limonoidi.
L'olio essenziale di Ruta graveolens contiene due componenti principali undecan-2-one (46,8%) e nonan-2-one (18,8%).
Colture cellulari di Ruta graveolens producono il 3-(1,1-dimetilallil) cumarina), e l'estratto di acetato di etile delle foglie dà due furanocumarine, una chinolina alcaloide e quattro chinoloni alcaloidi, inoltre gli estratti cloroformici della radice, fusto e foglia mostrano l'isolamento di furanocumarine calepensine.
I suoi derivati cumarinici, sembrano contribuire all'attività farmacologica della pianta. 
Queste furocumarine includono:
- bergaptene
- psoraleni
- xantoxantine
- xantotoxina
- isopimpinellina
- rutamarina

## Tossicità
Gli estratti di ruta sono mutageni e epatotossici; a grandi dosi possono causare violento dolore gastrico, vomito, complicazioni sistemiche, fino alla morte. L'olio di ruta può causare danni ai reni e grave degenerazione epatica.
L'esposizione agli estratti di ruta, o ai preparati vegetali derivati da esso, può causare gravi fotodermatiti, che possono determinare vere e proprie ustioni cutanee.

## Proprietà terapeutiche
Gli estratti di ruta sono potenzialmente utili come un bloccante dei canali del potassio. Vengono utilizzati per trattare molti problemi neuromuscolari e per stimolare l'inizio delle mestruazioni, possiede inoltre un effetto emmenagogo ed effetti abortivi pertanto non può essere usato dalle donne in età fertile. 
Inoltre, la ruta ha un effetto spasmolitico a dosi relativamente basse per questo motivo dovrebbe essere assunta con cautela, considerando il potenziale di gravi effetti collaterali; inoltre, gli studi clinici sono limitati.
Una ricerca condotta da ricercatori italiani ha dimostrato che l'estratto acquoso di Ruta graveolens L., induce la morte in diverse linee cellulari (U87MG, C6 e U138) di glioblastoma. 
L'effetto della Ruta graveolens sarebbe mediato da ERK1/2 con l'attivazione di AKT, e l'inibizione di questi percorsi, via PD98058 e wortmannina, questo aspetto giustificherebbe l'attività antiproliferativa dell'estratto. 
Tali composti sono ora ampiamente usati per testare nuovi farmaci in studi di tipo preclinico (sull'animale).